# Houdeng-Aimeries
Houdeng-Aimeries este o secțiune administrativă din componența orașului La Louvière, în provincia valonă Hainaut din Belgia. Înainte de fuziunea comunelor belgiene din 1977, Houdeng-Aimeries era o comună de sine stătătoare. 

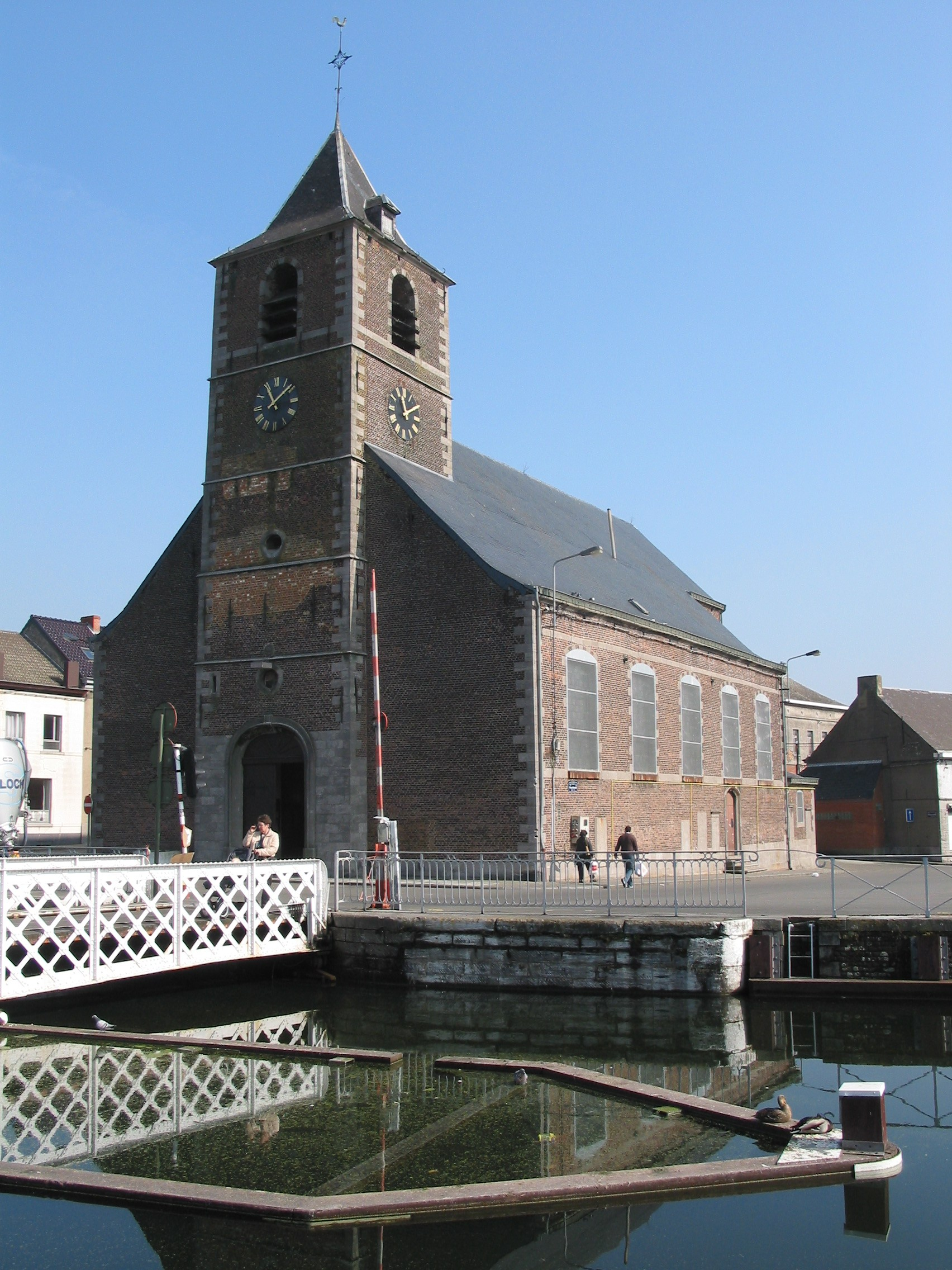
Biserica St-Jean-Baptiste (1777) din Houdeng-Aimeries.

## Etimologie
Toponimul Hodeng este atestat sub formele Hosdenc în secolul al XII-lea; Hoden în 1757 (Cassini).
Hodeng este probabil un toponim de origine francă ce corespunde termenului compus germanic husidun (casă pe o înălțime). Toponimul a evoluat pe teritoriile de astăzi ale Belgiei și Franței sub formele Houdeng, Hodeng, Hodenc, Houdan, Houdain, Hodent sau Houdé.
Originea celei de-a doua părți a denumirii localității se explică prin numele unui domeniu aparținând familiei Rollin, nobili de Aimeries (în nordul Franței).

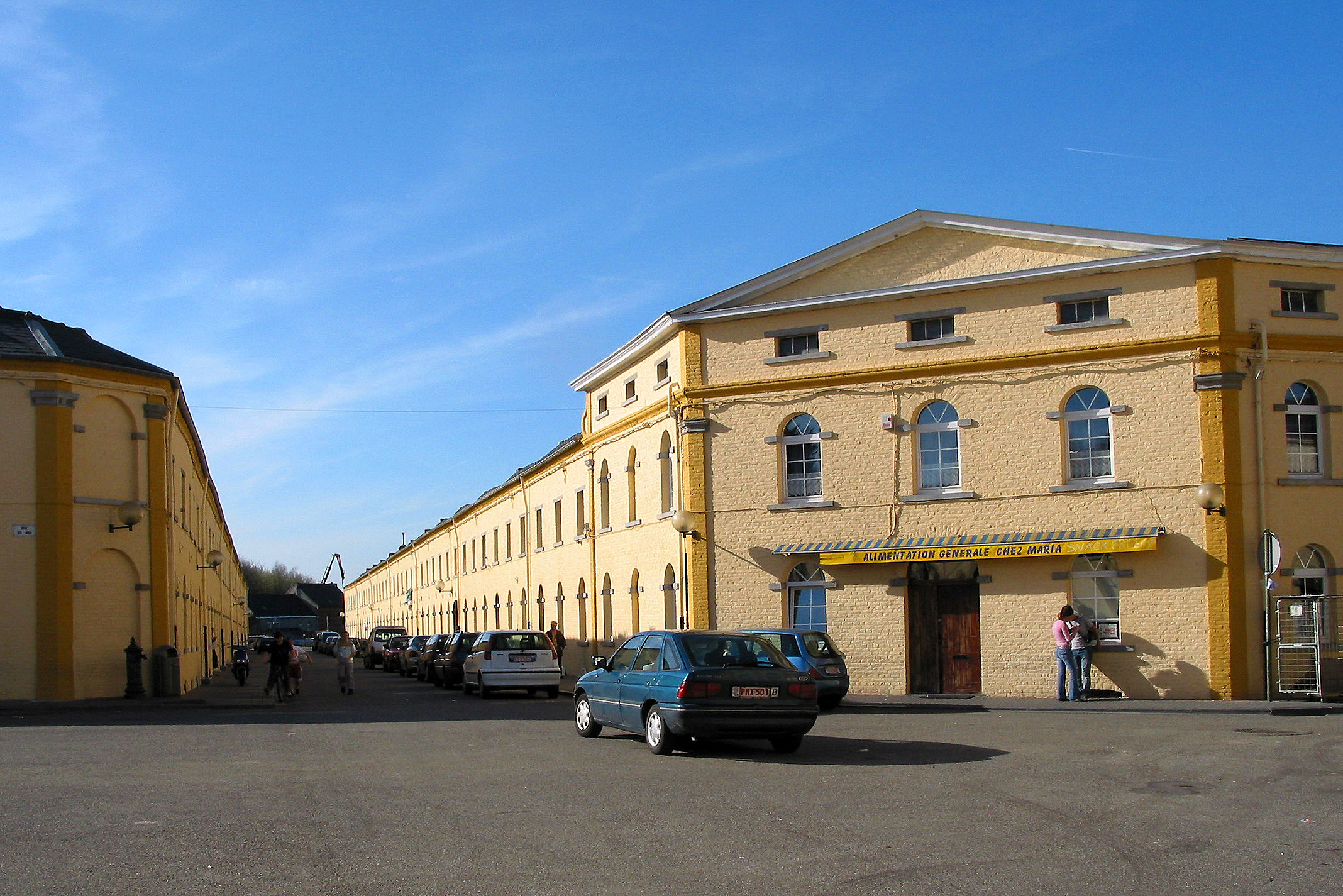
Situl industrial pentru exploatarea cărbunelui Bois-du-Luc din Houdeng-Aimeries (1838-1853), înscris în Patrimoniul UNESCO.

## Transport în comun
Localitatea este deservită de autobuzele liniei 30 a TEC Hainaut Anderlues - Morlanwelz - La Louvière - Strépy-Bracquegnies - Thieu.  De asemenea, prin localitate circulă și autobuzele liniei 82 a TEC Hainaut care conectează Mons - Maurage - La Louvière - Morlanwelz - Trazegnies, gestionate de depourile din La Louvière și Mons. O altă linie de autobuze care traversează Houdeng-Aimeries este 37, care conectează gara La Louvière Sud cu Houdeng-Aimeries via Haine-st-Pierre, Jolimont, La Louvière, Saint-Vaast și Bois-du-Luc.
Până în anul 1986, tramvaiele vicinale ale liniilor 30-31, respectiv 80, aparținând SNCV Hainaut, străbăteau comuna pe aceleași trasee ca actualele linii de autobuz, cu diferența că linia 80 conecta Charleroi și Maurage și nu mai ajungea la Mons începând din august 1962.

## Patrimoniul Mondial UNESCO
În localitate se află două obiective înscrise în Patrimoniul Mondial UNESCO:
- situl industrial pentru exploatarea cărbunelui Bois-du-Luc, parte a minelor de exploatare a cărbunelui din Valonia;[7]
- unul din cele patru elevatoare istorice de ambarcațiuni de pe Canal du Centre;

## Personalități
- Jean Bricourt (1805-1879), om politic belgian născut în Houdeng-Aimeries.